# Юкіо Калліо
Юкіо Калліо — композитор, відомий тим, що створив саундтреки до Minit, Fall Guys, Nuclear Throne та Luftrausers. Калліо почав займатися музикою у 2011 році і самостійно створив музику чіптюн. Потім він познайомився з розробником ігор і співзасновником колишньої голландської ігрової студії Vlambeer  Яном Віллемом Найманом. Калліо співпрацював з Нейманом, щоб розробити та створити музику до різних назв, створених Vlambeer.

## Біогріфія
Юкіо Калліо — народився в Японії, фінський музикант і розробник ігор, на даний момент проживає в Гельсінкі, Фінляндія. працює в основному в таких музичних жанрах: електронна музика, ембієнт, брейкбіт і чіптюн.

## Кар'єра
Калліо почав займатися музикою у 2011 році під песвдонімом «Козілек». Його першими релізами були короткі серії EP під назвою "DEMO" і "SECOND DEMO".Обидва EP складаються з швидких чіптюнів. Він продовжував випускати музику на своїй сторінці Bandcamp як незалежний музикант. Він також зробив ремікси на пісні Кеті Перрі, Safari Ducks та Black Sabbath. Це  було приблизно в той час, коли Юкіо познайомився зі співзасновником Vlambeer Яном Віллемом Нейманом в онлайн-чаті.
У 2011 році Калліо випустив свій перший саундтрек для гри  під назвою Luftrausers.Саундтрек складався з химерних звуків чіптюну і мав лише одну пісню, а також ремікс самого Юкіо та розширену версію оригіналу.Саундтрек було продовжено в 2014, і розробка гри була завершена. Також Калліо створив чимало саундтреків для різних інших ігор, створених Vlambeer.
У 2013 році він зробив саундтрек до демо-версії Nuclear Throne під назвою Wasteland Kings. 
У 2018 році Калліо написав музику для Minit,  пригодницької RPG. Саундтрек став одним із найпопулярніших саундтреків Jukio (на момент випуску), і гра була номінована на кілька нагород. 
У 2020 році Калліо співпрацював з Деніелем Хагстромом, щоб створити саундтрек до Fall Guys. 

## Дискографія[6]

### Студійні альбоми
- Kuabee Music (2019)
- Kuvankaunis (2020)

### Сундтреки
- Luftrauser OST (2011)
- Wasteland Kings Official Soundtrack (2013)
- The End Official Soundtrack (2014)
- Distance (2014)
- LUFTRAUSERS OST (2014)
- Choice Chamber OST (2015)
- Scuber OST (2015)
- GUN GODZ OST (2015)
- Nuclear Throne OST (2015)
- Evil Factory OST (2017)
- Bleed 2 OST (2017)
- PixelJunk Monsters 2 Official Soundtrack (2018)
- MINIT OST (2018)
- Fall Guys (Original Soundtrack) (2020)

### Розширені п’єси
- DEMO (2011)
- SECOND DEMO (2011)
- Chill Bear EP (2011)
- Smashing The R (2011)
- We Are From A Fucking Scene EP (2011)
- Pluto EP (2012)
- SECRET EP (2014)
- So It Has Come To This EP (2016)
- Gardening (2017)
- Natsukashii EP (2020)

### Сінгли
- Girls <3 Kozilek (2011)
- Sword (2011)
- Low Fidelity SBBQ (2012)
- After The Fall / TXNO (2012)
- KZLK (2013)
- Sword II (2013)
- Johannesburg (2014)
- Natu Karasu / 夏からす (2015)
- Mugen Games (2016)
- Roola Roola Song (2016)
- tape (2016)
- Meant to Bee (2017)
- You I (2017)
- Odyssey (2017)
- どこ？ / doko? (2017)
- tape II (2017)
- The Tower (2017)
- Satellites (2018)
- Velka (Raw Live Acoustic Ver.) (2018)
- OK (2018)
- Rainy Day Vibes (2018)
- Kuun Laulut (2018)
- Mondo Museum (2019)
- Tuskin Maltan Enää Odottaa (2019)
- Aquariuum (2019)
- Noblivion (2019)
- Sä Oot Olemassa Remixes (2020)
- Kings and Queens of Wasteland Revisited (2020)

### Збірки
- From Soundcloud Vol. 1 (2015)
- Luftrausers Revisited (2020)

### Ремікси
- Katy Perry - E.T. (Kozilek Remix) (2011)
- Safari Ducks - Things We Like (Kozilek Remix) (2011)
- Black Sabbath - Paranoid (Kozilek Remix) (2012)
- Heathered Pearls ft. Outerbridge - Warm Air Estate (KASIMODE Remix) (2015)
- Wheels On The Bus (Kozilek Remix) (2016)
- Yoko Kanno feat. Yuuka Nanri - My Favourite Things (Kozilek Bootleg Remix) (2016)
- Go Dark - The Blazes (Kuabee Remix) (2016)
- Intervale - Mindset (Kasimode Rework) (2016)
- Kimotimo - Wired (Kuabee Remix) (2016)
- Temppeli (feat. Jurek) (Kuabee Remix) (2017)